# Protandrena pernitens
Protandrena pernitens är en biart som beskrevs av Timberlake 1976. Protandrena pernitens ingår i släktet Protandrena och familjen grävbin. Inga underarter finns listade i Catalogue of Life.